# Granges (Soleure)
Pour les articles homonymes, voir Granges.
Granges, appelée en allemand Grenchen, est une ville et une commune suisse du canton de Soleure, située dans le district de Lebern.
Elle est située au pied du Jura, entre Soleure et Bienne, à environ 25 km au nord de Berne. Avec plus de 17 000 habitants, c'est l'une des plus grandes villes du canton de Soleure. La ville est bien connue pour son industrie horlogère, présente depuis plus de 150 ans.
Granges est le lauréat 2008 du Prix Wakker pour le patrimoine architectural.
L'Observatoire astronomique du Jura est situé à Granges.

## Géographie

Vue aérienne (1947).

Selon l'Office fédéral de la statistique, Granges mesure 26,01 km2.
Située entre le Jura et l'Aar, la ville de Granges, d'environ 17 000 habitants  est la deuxième ville du canton de Soleure après Olten. Son point culminant se situe à 1 348 mètres d'altitude, sur la montagne de Granges et le point le plus bas est au niveau de l'Aar, à 430 mètres d'altitude.

## Démographie
Selon l'Office fédéral de la statistique, Granges compte 17 939 habitants fin 2022. Sa densité de population atteint 690 hab./km2.

## Histoire
Le nom de la ville est mentionné pour la première fois en 1131 sous le nom de Granechum.
En 1837, Granges était un village de 1 428 habitants. En 1851, les autorités communales décidaient d’introduire l’horlogerie. Attirée par les nouveaux emplois, la population augmenta rapidement pour atteindre 3 787 âmes en 1880.
Le 14 novembre 1918, lors de la grève générale, trois jeunes gens furent tués à Granges.

## Économie
L'économie de la commune est fortement centrée sur l'horlogerie avec, entre autres la société ETA Manufacture Horlogère, inventeur de la Swatch, une montre à quartz en plastique bon marché. Cette unité de production fabrique depuis lors les mouvements de montres appartenant au Swatch Group, ainsi que les fabricants de montres Eterna, Breitling, Fortis, ITS Time et Rodania. L'entreprise horlogère suisse de luxe Certina, est fondée en 1888 à Granges par Adolf et Alfred Kurth, rejoint la holding ASUAG en 1971 puis le Swatch Group en 1998.

## Jumelages
- Neckarsulm (Allemagne)
- Sélestat (France)

## Médias
- Grenchner Tagblatt

## Formation
La ville est le siège de l'école d'horlogerie appelée Zeitzentrum.

## Culture et patrimoine
L'ensemble du village de Granges fait partie de l'Inventaire des sites du patrimoine suisse. Les ruines du Burg Granges, aussi connues sous le nom de « Château de Granges », un ancien château fort, sont situées en surplomb du village.

### Héraldique
| Blason | Blasonnement : De gueules au soc de charrue d'argent. |

### Monuments et curiosités
- Église paroissiale réformée dont la nef rectangulaire sans chœur passe pour un exemple typique d'architecture religieuse protestante.

### Distinction
- Lauréate du Prix de l’innovation 2004 pour le réaménagement de sa route principale
- Lauréate du Prix Wakker en 2008.

### Personnalités liées à la commune
- Hermann Obrecht (1882-1940), conseiller fédéral
- Franz Joseph Hugi (1791-1855), géologue
- Yehudi Menuhin, citoyen d’honneur de la ville
- Adolf Furer, président de la ville et conseiller national
- Alain Auderset (né en 1968), auteur francophone d'albums de bandes dessinées chrétiennes
- Ernst Thomke, directeur de ETA

## Transports
La ville compte 2 gares ferroviaires : d'une part la gare de Grenchen-Nord, sur la ligne CFF Bienne - Moutier - Bâle (par le tunnel Moutier-Granges), dont le tronçon compris entre Longeau et Moutier, ainsi que la gare elle-même, appartiennent à la compagnie du BLS ; d'autre part, la gare de Grenchen-Süd, sur la ligne CFF Bienne - Soleure - Zurich.
Elle compte également un aérodrome, construit en 1931.

## Sports
- Vélodrome suisse
- FC Granges

Granges possède un vélodrome, le Vélodrome Suisse. Elle a accueilli les Championnats d'Europe sur piste de l'UEC 2015, au cours desquels un nouveau record du monde a été établi au 500 m contre la montre féminin par Anastasiia Voinova, Russie.